# 日向山 (山梨県)
日向山（ひなたやま）は、山梨県北杜市にある標高1,660mの山。赤石山脈の甲斐駒ヶ岳から鋸岳への尾根の途中から北側に派生した尾根にある。
山頂（三角点）付近は樹木に遮られているため展望はないが、山頂の西に雁ヶ原（がんがはら）と呼ばれる花崗岩が露出したザレ場があり、そこは甲斐駒ヶ岳や八ヶ岳連峰の展望台として知られている。
雁ヶ原は、北側から見ると、白く大きく地肌が禿げて露出しているのがはっきりと見られる。

## 登山ルート
矢立石から稜線を登るルートと、そのまま尾白川林道を進み錦滝付近から雁ヶ原へ直登するルートとがある。ただし後者は2020年11月現在、林道崩壊と登山道での滑落死亡事故により通行止状態であり、前者のルートのみに限られる。矢立石には竹宇駒ヶ岳神社から登る事も可能である。

## ギャラリー

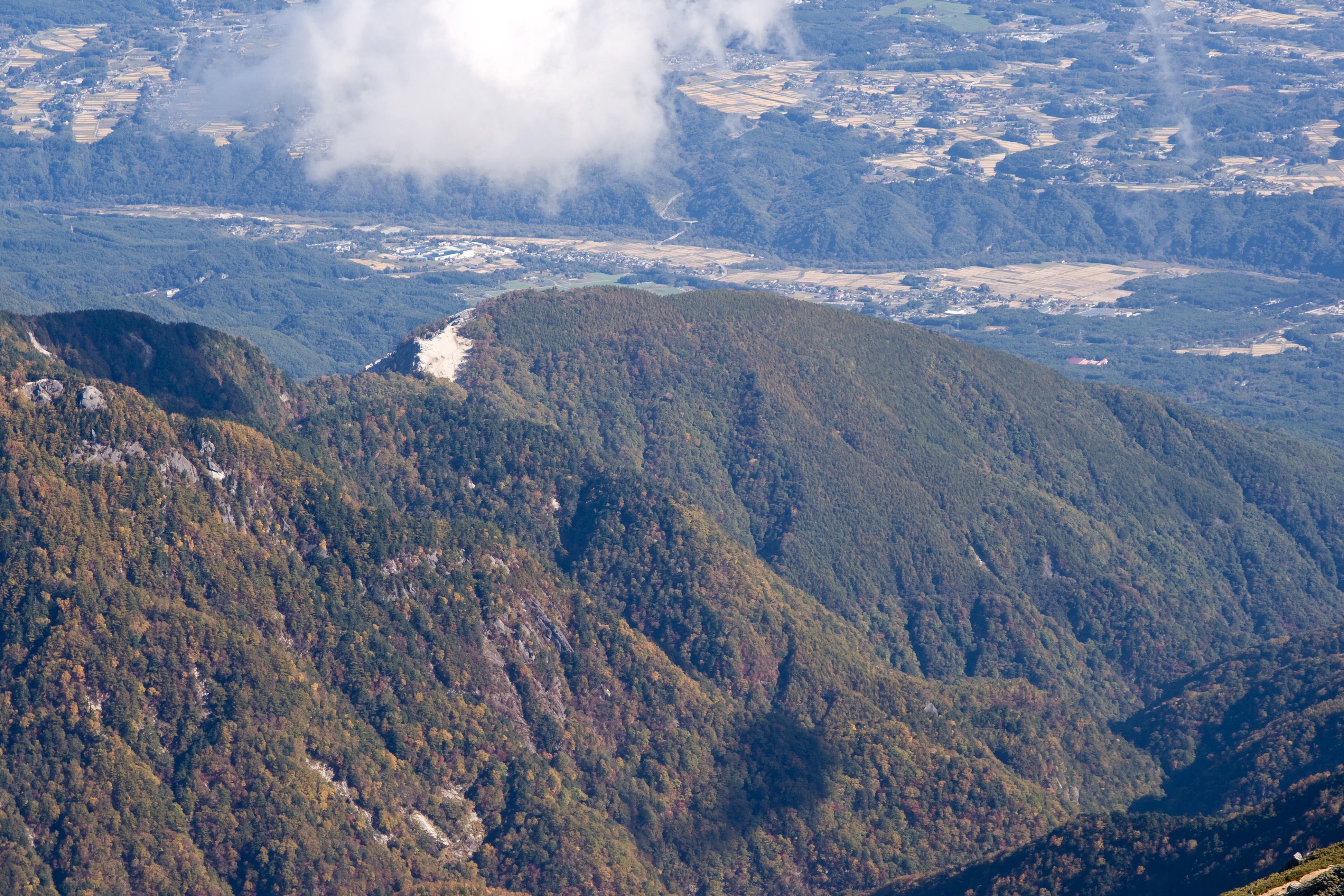
甲斐駒ヶ岳から望む日向山
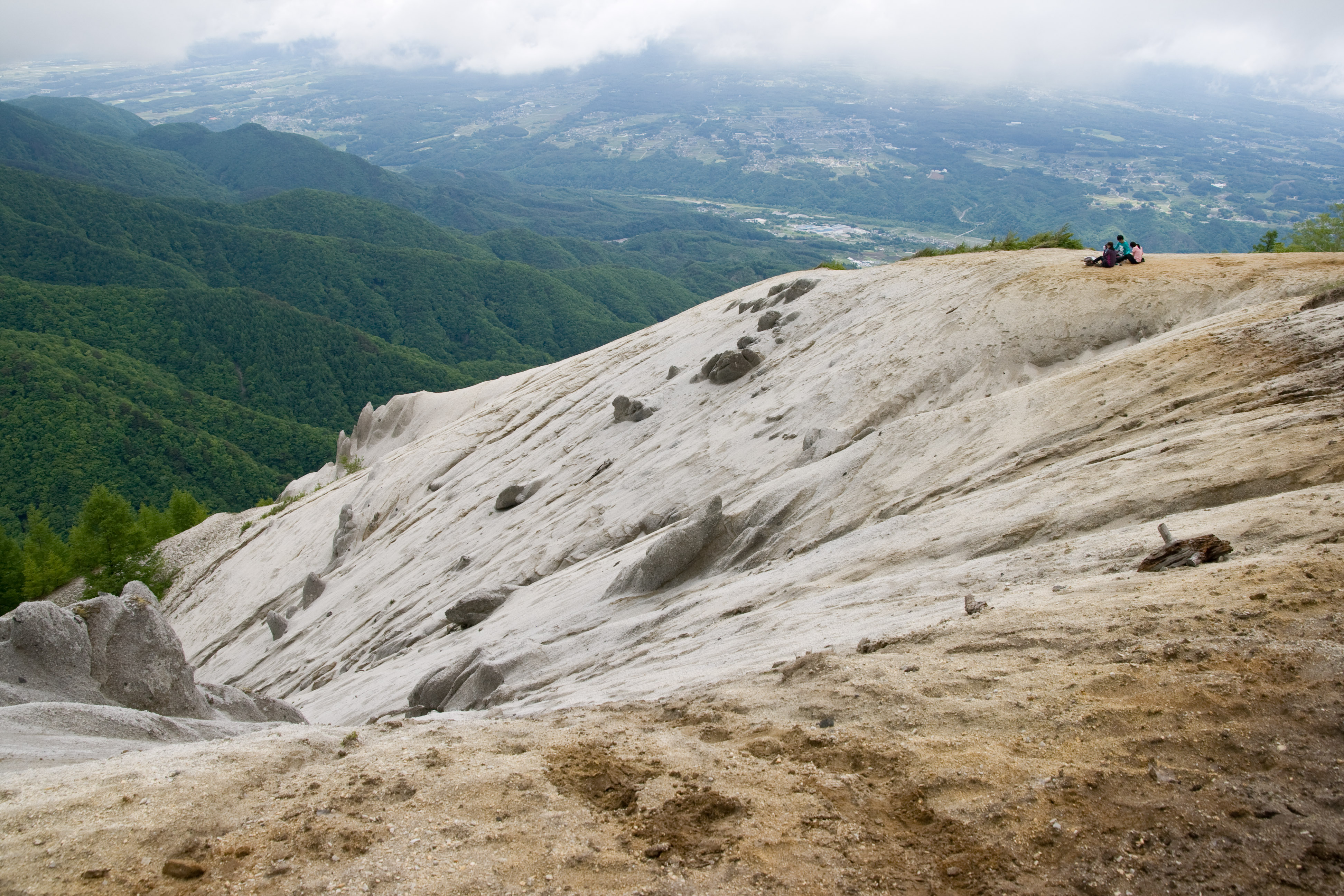
雁ヶ原
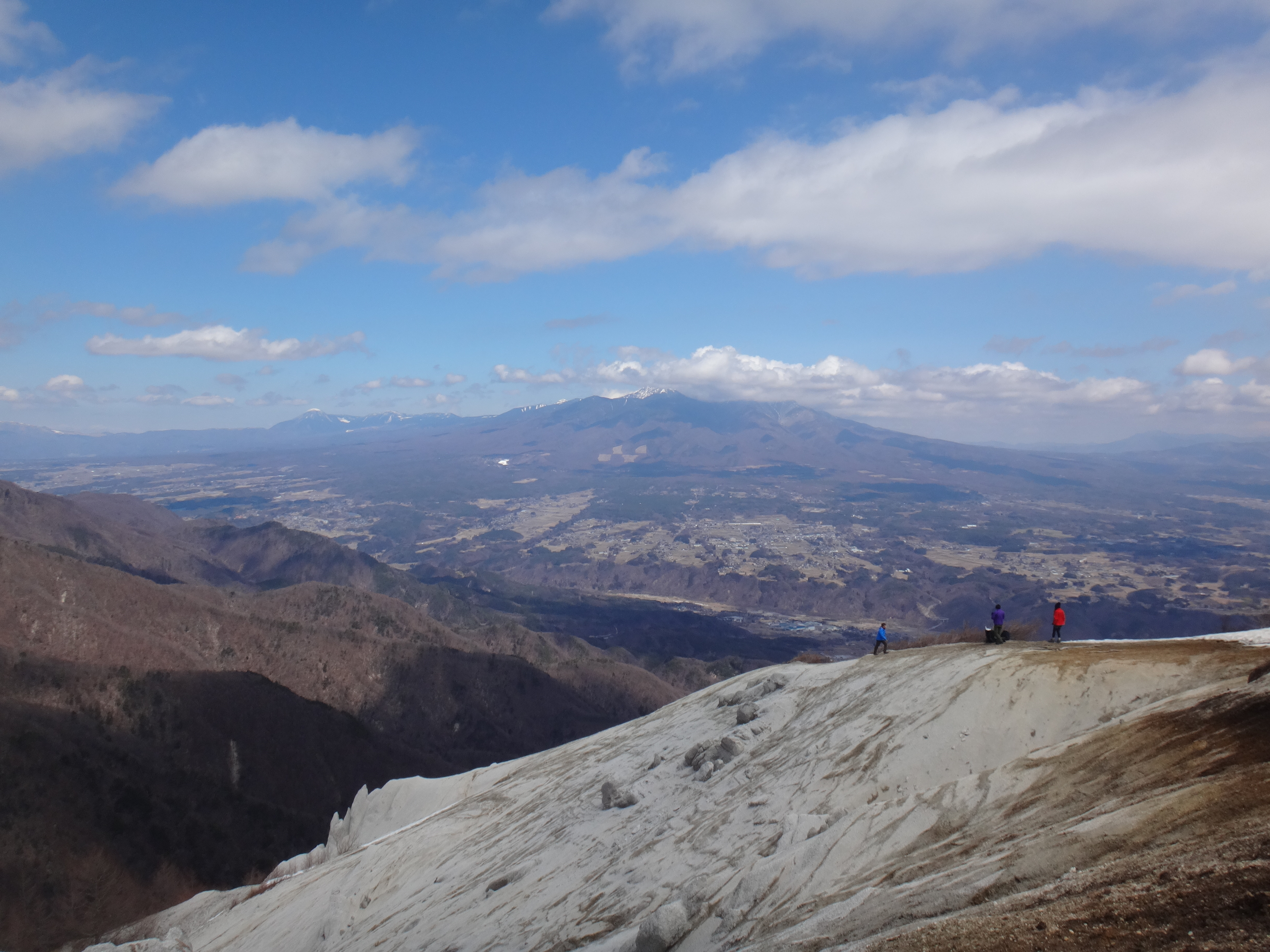
雁ヶ原からの八ヶ岳
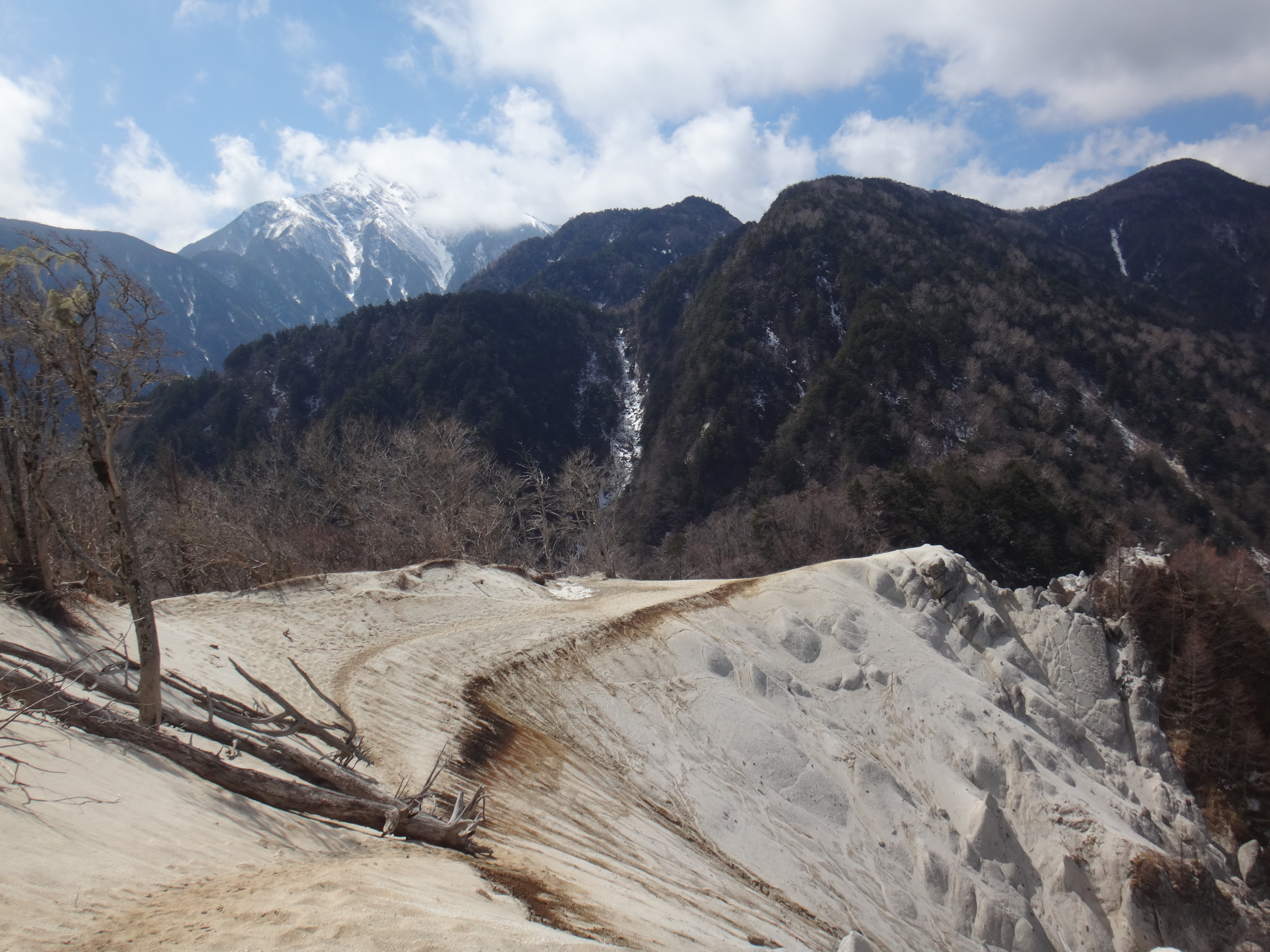
雁ヶ原からの甲斐駒ヶ岳
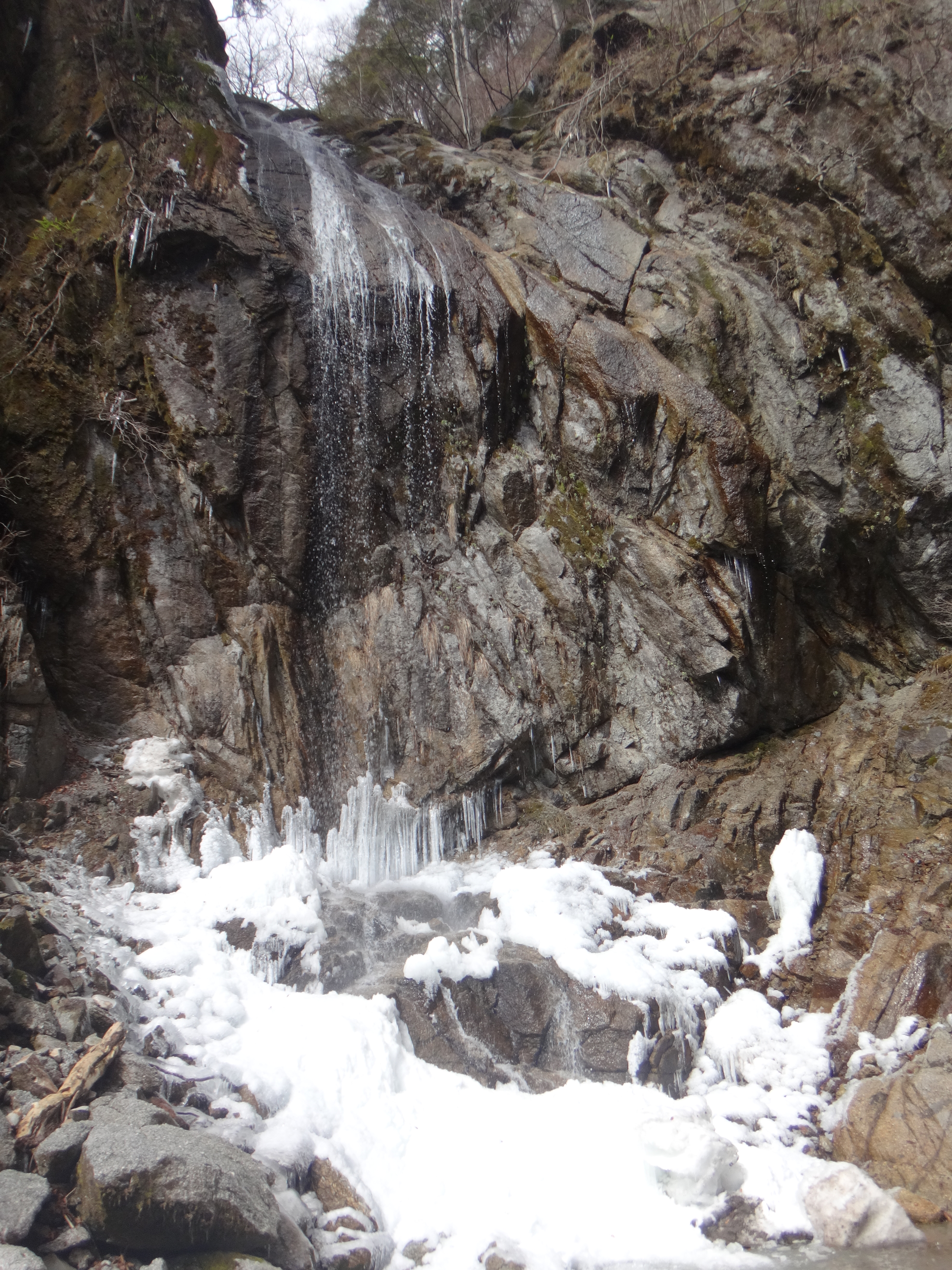
氷瀑になりかけの錦滝（通行止め 2016年3月）

## 周辺の山
- 鋸岳
- 甲斐駒ヶ岳
- 雨乞岳
- 鞍掛山